# Victor Lambrecht
Victor Zeger Lambrecht (Oostrozebeke, 28 oktober 1864 - 22 november 1948) was een Belgisch advocaat, activist en lid van de Raad van Vlaanderen.

## Levensloop
Lambrecht promoveerde tot doctor in de rechten aan de Katholieke Universiteit Leuven. Hij was actief lid van de Vlaamsgezinde vereniging Met Tijd en Vlijt. Hij was ook medestichter van het studentenblad Ons Leven. In de discussies die werden gehouden in Vlaamgezinde kringen maakte hij zich kenbaar als een hevig tegenstander van de Groot-Nederlandse gedachte.
Hij vestigde zich als advocaat in Kortrijk. Hij bleef zijn Vlaamsgezindheid uitdragen, onder meer in het West-Vlaamse Oud-Hoogstudentenverbond. De katholieke Vlaamsgezindheid werd ook een voedingsbodem voor de sociale democratie die belichaamd werd door priester Adolf Daens en de daensisten. Lambrecht ging vaak spreekbeurten geven bij verenigingen die deze ideeën voorstonden, onder meer bij de Christene Volkspartij van Daens. Hij was medestichter in 1894 van een Kortrijkse afdeling van deze partij, samen met Hector Plancquaert en Léonce du Castillon. Hij werd ook een medewerker van het daensistisch weekblad De Waarheid.
Tijdens de Eerste Wereldoorlog koos Lambrecht voor het activisme. Hij werd, na de bestuurlijke scheiding, ambtenaar bij het Vlaams 'ministerie' van justitie. In 1917 werd hij lid van de Raad van Vlaanderen. In november 1918 vluchtte hij, samen met Plancquaert, naar Nederland. Na enkele jaren kwam hij naar België terug. In zijn geboortestreek bleef hij bekend als talentvolle amateur-toneelspeler, maar hij trad niet meer op de voorgrond, ook niet tijdens de Tweede Wereldoorlog.

## Publicatie
- Filippine van Vlaanderen, toneel.